# 第三次初戀
《第三次初戀》是Windmill在2016年12月22日發售的戀愛冒險類型成人遊戲。

## 故事簡介
柳木原太一在中學二年級時向初戀對象楠乃葉海咲告白卻遭到拒絕，為了撫平傷痛，太一拚命努力考上人工島霧之峰上的白隈學園，後來太一在學校遇見了學姊冰上百合乃並對她有好感，在太一以為這段感情能順利發展時，突然有個跟海咲很像的幽靈女孩出現在太一面前。

## 登場角色
柳木原太一
作品男主角。在向楠乃葉海咲告白被拒絕後，努力地用功並考上了白隈學園。
鈴（聲：遙空）
突然從空中掉落在太一面前的女孩子，跟海咲長得很像，因為髮飾上鈴鐺的聲響而被太一取了這個名字。個性天真無邪且好奇心旺盛，不清楚自己的身分來歷。實際上是小時候的海咲發生飛機事故後所分離出來，並穿越到未來的靈體。
楠乃葉海咲（聲：遙空）
和太一就讀同個中學的女孩，也是太一的初戀對象，由於清楚記得自己以鈴的身分度過的記憶，害怕自己接受太一的告白後會改變未來，因此拒絕了太一。平時給人冰山美人的印象，但其實只是不懂得表達自己的感情。
冰上百合乃
太一的學姐，電影研究社的社員。最初因為奇妙的舉動被太一當成怪人。個性友善親切，在校內很有人氣。
艾蜜莉雅·卡利莫夫（聲：桃井莓）
從俄羅斯到白隈學園就讀的留學生。害怕幽靈，但對幽靈有強烈的好奇心。
柳木原翠（聲：上原葵）
太一的妹妹。因為擔心太一而利用體驗留學制度來到霧之峰探望哥哥。
久代姬夏（聲：川島梨乃）
太一的學姐，電影研究社的社長，和百合乃是好友。是一旦沉迷一件事就要做到最好的類型。

## 主題曲
片頭曲
作詞：天咲麗，作曲：iyuna、橋咲透，編曲：橋咲透，主唱：solfa feat.橋本美雪
片尾曲
作詞：天咲麗，作曲、編曲：橋咲透，主唱：solfa feat.榊原由依

## 廣播節目
網路廣播以《Windmill Radio 第三次初戀》為標題，2016年11月11日至2017年1月27日在YouTube放送，主持人為成瀨未亞與。

## 評價
《第三次初戀》在Getchu.com的2016年12月銷量榜上排名第8名。於「萌系遊戲大賞」2016年12月的月間賞獲得第9名。

## 外部連結
- 第三次初戀遊戲官網（日語）